# حمله انتحاری ۲۰۱۸ ننگرهار
حمله انتحاری ۲۰۱۸ ننگرهار، عصر شنبه ۱۶ ژوئن حدود ساعت ۱۷٫۳۰ به وقت محلی در میان گردهمایی مشترک نیروهای طالبان و نظامیان و نیروهای امنیتی افغانستان در ولسوالی رودات در ولایت ننگرهار رخ داد که دست‌کم ۲۵ نفر کشته و ۵۴ زخمی بجا گذاشته‌است.

## شرح واقعه
عصر روز شنبه ۱۶ ژوئن ۲۰۱۸ حدود ساعت ۱۷٫۳۰ به وقت محلی یک مهاجم انتحاری مواد منفجره خود را در میان گردهمایی مشترک نیروهای طالبان و نظامیان و نیروهای امنیتی افغانستان در ولسوالی رودات در ولایت ننگرهار منفجر کرد.
این واقعه در حالی رخ داد که این گردهمایی به مناسبت عید فطر و همزمان با آتش‌بس بین دولت افغانستان و گروه طالبان برگزار شده بود و چند ساعت قبل از آن نیز اشرف غنی رئیس‌جمهوری افغانستان طی سخنانی در رادیوی افغانستان آتش‌بس میان نیروهای افغانستان و طالبان را تمدید کرد.

## تلفات
در این حمله دست‌کم ۲۵ نفر کشته و ۵۴ نفر زخمی شده‌اند که حال تعدادی از زخمی‌ها نیز وخیم است.

## مظنونین
هیچ گروهی مسئولیت این انفجار را بعهده نگرفته‌است.